# Vítor Agnaldo de Menezes
Vítor Agnaldo de Menezes (ur. 16 czerwca 1968 w Curaçá) – brazylijski duchowny katolicki, w latach 2018–2025 biskup Propriá, arcybiskup metropolita Vitória da Conquista od 2025.   

## Życiorys
18 kwietnia 1998 otrzymał święcenia kapłańskie i został inkardynowany do diecezji Jequié. Był m.in. rektorem seminarium, koordynatorem duszpasterstwa w diecezji oraz krajowym sekretarzem Papieskich Dzieł Misyjnych.
25 października 2017 papież Franciszek mianował go biskupem diecezji Propriá. Sakry udzielił mu 6 stycznia 2018 biskup José Ruy Gonçalves Lopes.
19 lipca 2023 papież Franciszek nominował go administratorem apostolskim Archidiecezji Aracaju. Funkcję tę pełnił do 25 maja 2024.
14 lutego 2025 papież Franciszek mianował go arcybiskupem metropolitą Vitória da Conquista. Ingres odbył 22 marca 2025. Paliusz otrzymał z rąk papieża Leona XIV w dniu 29 czerwca 2025.